# 阿尔索
阿尔索（法語：Arceau，法語發音：[aʁso]）是法国科多尔省的一个市镇，属于第戎区。

## 地理
阿尔索（47°23'4"N, 5°11'23"E）面积21.6 平方千米，位于法国勃艮第-弗朗什-孔泰大區科多尔省，该省份为法国中东部省份，北起奥布省，西接涅夫勒省和约讷省，南至索恩-卢瓦尔省，东南接汝拉省，东临上索恩省，东北部与上马恩省接壤。
与阿尔索接壤的市镇（或旧市镇、城区）包括：贝尔勒沙泰勒、蒂耶河畔阿尔克、圣于连、贝勒讷沃、布罗尼翁、马尼圣梅达尔、奥尔热。

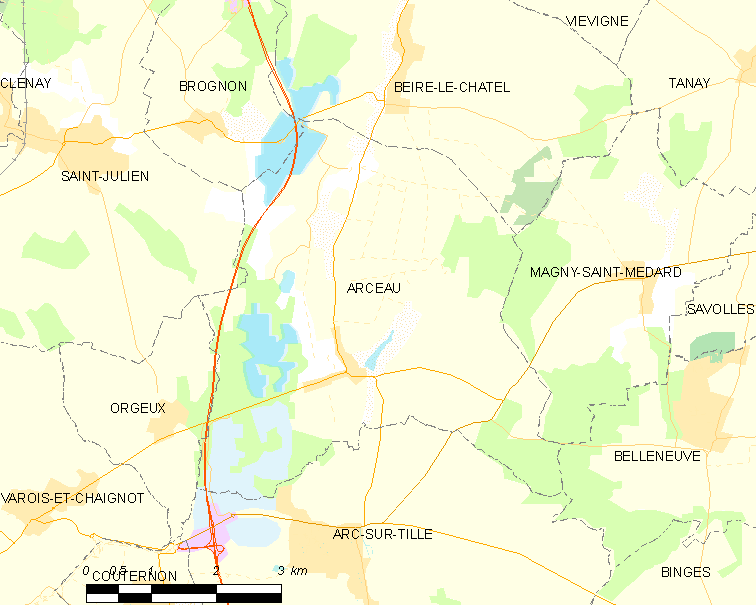
阿尔索的OSM定位图

阿尔索的时区为UTC+01:00、UTC+02:00（夏令时）。

## 行政
阿尔索的邮政编码为21310，INSEE市镇编码为21016。

## 政治
阿尔索所属的省级选区为圣阿波利奈尔县。

## 人口

1962-2008年间阿尔索人口变化图示

阿尔索于2022年1月1日时的人口数量为990人。